# Live in Germania
Live in Germania prvi je koncertni album švedskog black metal-sastava Marduk. Diskografska kuća Osmose Productions objavila ga je 20. lipnja 1997. Pjesme na albumu snimljene su na četiri koncerta održana 1996. u Njemačkoj s Peterom Tägtgrenom.

## Popis pjesama
| 1.    | »Beyond the Grace of God«                 | 5:08 |
| 2.    | »Sulphur Souls«                           | 5:44 |
| 3.    | »The Black«                               | 3:52 |
| 4.    | »Darkness It Shall Be«                    | 4:52 |
| 5.    | »Materialized in Stone«                   | 5:08 |
| 6.    | »Infernal Eternal«                        | 5:00 |
| 7.    | »On Darkened Wings«                       | 3:48 |
| 8.    | »Wolves«                                  | 5:38 |
| 9.    | »Untrodden Paths (Wolves Part II)«        | 5:37 |
| 10.   | »Dracul va Domni Din Nou in Transilvania« | 5:08 |
| 11.   | »Legion«                                  | 5:46 |
| 12.   | »Total Desaster« (obrada Destructiona)    | 3:40 |
| 59:21 |                                           |      |

## Zasluge
Marduk
- Legion – vokali
- Evil – gitara
- B. War – bas-gitara
- Fredrik Andersson – bubnjevi

Dodatni glazbenici
- Peter Tägtgren – gitara